# خاویر مالاگونیو
خاویر مالاگونیو (انگلیسی: Javier Malagueño؛ زادهٔ ۲۷ اکتبر ۱۹۸۲) بازیکن فوتبال اهل آرژانتین است.
از باشگاه‌هایی که در آن بازی کرده‌است می‌توان به باشگاه فوتبال اتلتیکو تیگره، باشگاه فوتبال مالاگا، باشگاه فوتبال ایراکلیس ۱۹۰۸، باشگاه فوتبال راسینگ کلوب آویاندا، و باشگاه فوتبال اتلتیکو هوراکان اشاره کرد.